# Michał Wasylewicz Czartoryski
Michał Wasylewicz Czartoryski (en lituanien : Mykolas Čartoriskis), mort en 1489, prince lituanien de la famille Czartoryski.

## Biographie
Il est le fils de Wasyl Czartoryski.

## Mariage et descendance
Son épouse Maria Niemir (†1504/1505) lui donne pour enfants:
- Andrzej Czartoryski († vers 1488)
- Fiodor Czartoryski († 1542)
- Hanna Czartoryska († vers 1477)

## Sources
- (pl) Cet article est partiellement ou en totalité issu de l’article de Wikipédia en polonais intitulé « Michał Wasylewicz Czartoryski » (voir la liste des auteurs).